# Estadio Johnny Vrutaal
El Estadio Johnny Vrutaal (en neerlandés: Stadion Johnny Vrutaal, también alternativamente Johnny Vrutaal Baseball Stadium y antes como Estadio Rif, Rif Stadium, Stadion di Rif) es un estadio de usos múltiples ubicado en Willemstad, en la isla de Curazao en las Pequeñas Antillas justo al norte de América del Sur. Se utiliza principalmente para el béisbol pero puede usado también para deportes conexos como el Softbol. El estadio ha llegado a recibir hasta 6.000 espectadores.
El estadio esta cerca del Mar Caribe en el sector de Otrobanda, frente al terminal de Cruceros y el complejo de piscinas Bennie Leito. Es usado habitualmente por la Federación de Béisbol de Curazao (en papiamento de Curazao: Federashon Beisbòl Kòrsou) y para partidos del Campeonato de Béisbol de Curazao (Curaçao Baseball Championship).
En 1998, el que sería el futuro primer ministro de Curazao Gerrit Schotte  organizó una competición internacional de paintball en el estadio Johnny Vrutaal que fue dedicada a la memoria del exmiembro Edward Plaate.
En 2021 fueron anunciados planes para el nuevo complejo deportivo Johnny Vrutaal Baseball Complex con el apoyo de International Baseball Partners (IBP) con sede en Orlando, Florida, Estados Unidos.
El proyecto incluye instalaciones para béisbol menor, vestuarios, además de proponerse estructuras adicionales como un Hotel y un Centro de Convenciones. El grupo fue el mismo que apoyo la construcción del Estadio Edgar Rentería en Barranquilla al norte de Colombia.